# Bofa erlangeri
Bofa erlangeri (ефіопська хатня змія) — вид змій родини Lamprophiidae. Ендемік Ефіопії. Вид названий на честь німецького орнітолога Карло фон Ерлангера. Це єдиний представник монотипового роду Bofa.

## Поширення і екологія
Ефіопські хатні змії мешкають в горах Ефіопського нагір'я. Вони живуть в гірських тропічних лісах та на високогірних луках, трапляються на сільськогосподарських угіддях. Зустрічаються на висоті від 800 до 2800 м над рівнем моря. Живляться гризунами.